# 사전식 순서
순서론에서 사전식 순서(辭典式順序, 영어: lexicographical order)는 여러 개의 부분 순서 집합들의 곱집합 위에 존재하는 부분순서이다. 사전에 쓰이는 가나다순이나 알파벳순의 정렬 방법은 사전식 순서의 예이다.  순서론, 전산학 등의 분야에서 사용된다.

## 정의
{\displaystyle (I,\leq )}가 정렬 집합이며, 각 {\displaystyle i\in I}에 대하여 {\displaystyle (X_{i},\leq )}가 부분 순서 집합이라고 하자. 그렇다면 곱집합
{\displaystyle \prod _{i\in I}X_{i}}
위의 사전식 순서는 다음과 같은 부분 순서이다.
{\displaystyle x\leq y\iff x=y\lor x_{\min\{j\in I\colon x_{j}\neq y_{j}\}}<y_{\min\{j\in I\colon x_{j}\neq y_{j}\}}}
만약 모든 {\displaystyle X_{i}}가 전순서 집합이라면, {\displaystyle \prod _{i\in I}X_{i}} 또한 전순서 집합이다. 만약 모든 {\displaystyle X_{i}}가 정렬 집합이며 {\displaystyle I}가 유한 집합이라면, {\displaystyle \prod _{i\in I}X_{i}} 또한 정렬 집합이다.

## 예
{\displaystyle X}가 전순서 집합이라고 하고, 이를 "알파벳 집합"이라고 하자. 또한, {\displaystyle X\sqcup \{\bullet \}}에
{\displaystyle \bullet \leq x\;\forall x\in X}
와 같은 전순서를 주자.
그렇다면 {\displaystyle X}의 클레이니 스타 {\displaystyle X^{*}}의 원소 {\displaystyle s\in X^{*}}는 함수 {\displaystyle s\colon \mathbb {Z} ^{+}\to X\sqcup \{\bullet \}}로 여길 수 있다. 이 경우 어떤 {\displaystyle k_{0}\in \mathbb {Z} ^{+}\cup \{0\}}에 대하여
{\displaystyle s(k)\in X\;\forall k\leq k_{0}}
{\displaystyle s(k)=\bullet \;\forall k>k_{0}}
이 되며, {\displaystyle k_{0}}은 {\displaystyle s}의 길이다. 따라서, {\displaystyle X^{*}}는 {\displaystyle (X\sqcup \{\bullet \})^{\mathbb {Z} ^{+}}}의 부분집합이다. 이 경우, {\displaystyle (X\sqcup \{\bullet \})^{\mathbb {Z} ^{+}}}에 사전식 순서를 부여한 뒤 이를 {\displaystyle X^{*}}에 국한시키면, 이는 {\displaystyle X^{*}} 위의 전순서를 정의한다. 이는 사전에 쓰이는 문자열의 정렬법과 같다.

## 같이 보기
- 긴 직선
- 전순서 집합